# Бояну-Маре
Бояну-Маре (рум. Boianu Mare) — село у повіті Біхор в Румунії. Адміністративний центр комуни Бояну-Маре.
Село розташоване на відстані 428 км на північний захід від Бухареста, 57 км на північний схід від Ораді, 105 км на північний захід від Клуж-Напоки.

## Населення
За даними перепису населення 2002 року у селі проживали 438 осіб, з них 609 осіб (99,5%) румунів. Рідною мовою 609 осіб (99,5%) назвали румунську. Станом на 1 грудня 2021 року у селі проживало 438 осіб.